# Helena (opera)
Helena was de eerste opera van Aarre Merikanto. Jalmari Finne schreef voor deze eenakter het libretto. Het was een zogenaamde jeugdcompositie. Volgens overlevering is het werk ooit eens in 1912 uitgevoerd, maar echte verslaglegging daarvan is niet bekend. Merikanto was uiteindelijk niet tevreden over deze opera en vernietigde hem. Toen er later belangstelling ontstond naar het vroege werk van Merikanto kon zelfs het jaar van componeren niet meer definitief worden vastgesteld. De onderzoekers twijfelen tussen 1911 en 1912. Ondanks deze zelf benoemde zeperd begon Merikanto al vrij snel aan de opvolger Juha, die nog meer frustratie opleverde.  
Finne leverde al eerder libretto’s af bij Erkki Melartin (opera Ainio) en Jean Sibelius (onvoltooid oratorium Marjatta).